# Edip Tepeli
Edip Tepeli (* 18. April 1989 in Izmir) ist ein türkischer Schauspieler.

## Leben und Karriere
Edip Tepeli wurde am 18. April 1989 in Izmir geboren. Er studierte an der Universität Istanbul. Danach setzte er sein Studium an den İstanbul Şehir Tiyatroları fort. Sein Debüt gab er 2010 in dem Film Eyyvah Eyvah. Anschließend war Tepeli 2014 in der Fernsehserie Kurt Seyit ve Şura zu sehen.
Unter anderem spielte er in der Serie Seni Kimler Aldı mit. 2017 trat er in Yıldızlar Şahidim auf. Im selben Jahr heiratete er die türkische Schauspielerin Ayşecan Tatari. Seinen Durchbruch hatte er 2019 in Sefirin Kızı. Von 2021 bis 2022 spielte Tepeli in der Serie Destan die Hauptrolle.

## Filmografie (Auswahl)
Filme
- 2010: Eyyvah Eyvah
- 2017: Yeni Başlayanlar İçin Hayatta Kalma Sanatı

Serien
- 2014: Kurt Seyit ve Şura
- 2017: Yıldızlar Şahidim
- 2017: Seni Kimler Aldı
- 2017–2018: Hayati ve Diğerleri
- 2018: Yaşamayanlar
- 2019–2021: Sefirin Kızı
- 2021–2022: Destan
- 2023: Gülcemal

## Theater (Auswahl)
- 2008: İstanbul Efendisi
- 2011: Ölümüne
- 2013: Küskün Müzikal
- 2014: Sırça Hayvan Koleksiyonu
- 2017: Der Häßliche
- 2018: Yakaranlar
- 2019: Red Light Kışı[4]